# Рокар, Мишель
Мише́ль Луи́ Лео́н Рока́р (фр. Michel Louis Léon Rocard; 23 августа 1930, Курбевуа — 2 июля 2016, Париж) — французский государственный деятель, социалист. Премьер-министр Франции (1988—1991).

## Биография

### Политик-социалист

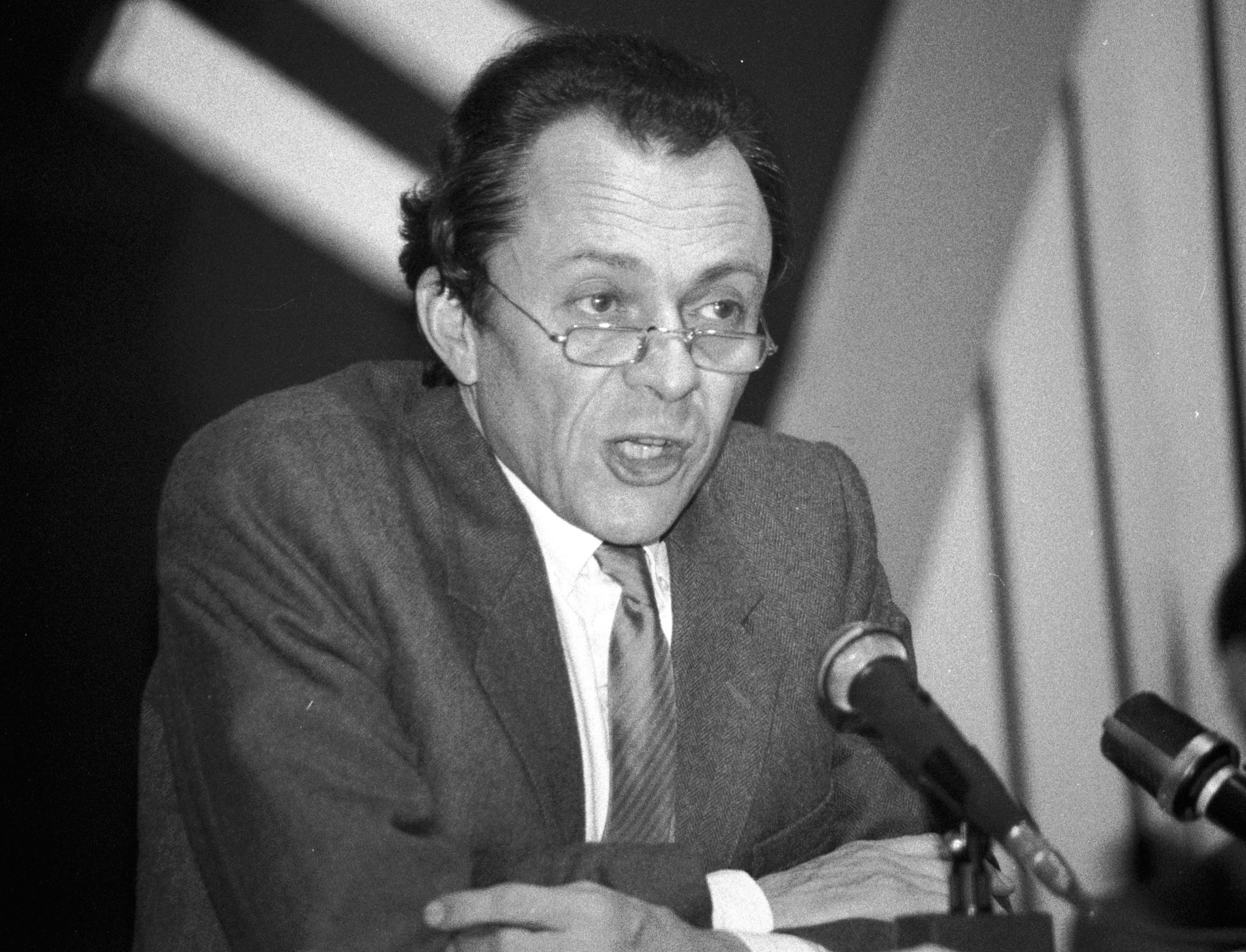
Мишель Рокар в октябре 1981 года

Сын известного французского физика-атомщика Ива Рокара.
Окончил парижский Институт политических исследований, а в 1958 году Национальную школу администрации. Получил докторскую степень в области философии.
В молодости принадлежал к левому крылу СФИО, с 1953 по 1955 годы отвечал за работу её студенческой ассоциации. Покинул партию из-за алжирской колониалистской политики её лидера и премьер-министра Ги Молле. В 1958 году назначен финансовым инспектором, на этом посту стал автором доклада о бедственном положении населения Французского Алжира, где под угрозой голода оказались порядка 200 тысяч человек. Этот доклад, предназначенный исключительно для внутреннего пользования, по неизвестной причине стал достоянием общественности и был опубликован во французских СМИ.
В том же году выступил соучредителем Независимой (Автономной) социалистической партии (Parti socialiste autonome) (PSA). С началом Войны за независимость Алжира объединил свои силы с коммунистами-антисталинистами, с социалистами, которые порвали с реформистской традицией Ги Молле и с левыми христианскими группами, чтобы сформировать новый союз — Объединённая социалистическая партия (ОСП), лидером которой он был в 1967—1973 годах. В этот период получил заметную известность, занимаясь публицистикой под псевдонимом Жорж Сервет (взят в честь протестантского мыслителя Мигеля Сервета) и активно участвовал в разрешении кризиса мая 1968 года, заручившись поддержкой Национального союза французских студентов (UNEF), ключевого студенческого союза этой эпохи.
В 1965 году был сначала консультантом по экономическому планированию в Управлении планирования, затем генеральным секретарем Комиссии по экономическому балансу и бюджету страны.

### В руководстве Социалистической партии
В 1969 году избран в Национальное собрание от департамента Ивелин, в состав которого переизбирался до 1988 года. В 1974 году поддержал Франсуа Миттерана, выдвинувшего свою кандидатуру на пост президента. После того как в октябре 1974 года его предложение о включении объединенных социалистов в состав Социалистической партии была поддержана только 40 % голосов, вышел из рядов ОСП и вступил в Социалистическую партию, возглавив её правое крыло. В феврале 1975 года стал членом её исполкома и национальным секретарем, отвечающим за государственный сектор.
Конец 1970-х годов ознаменовался появлением «рокаризма», популярного направления «новых левых» в Социалистической партии, которое сформировало антипод более традиционному социализму его соперника Франсуа Миттерана. Тем самым Рокар стал незаменимой фигурой в интеллектуальном ландшафте Франции. Характерной чертой его взглядов был демократический и антиавторитарный социализм, который прежде всего был связан с участием и самоуправлением в бизнесе и обществе — следовательно, со строгим отказом от идей коммунизма. Оппонируя «чрезмерной национализации» и принимая рыночную экономику, рокаризм оказался противоположностью позиций, отстаиваемых Коммунистической партией на переговорах по «Общей программе». В 1980-х годах вместе с Жаком Делором способствовал переводу на французский язык произведений Фридриха Хайека. По словам Жана-Пьера Шевенемана, именно так принципы неолиберальной экономики импортируются во Францию.
Из всех социалистов, сотрудников Миттерана, Рокар обладал наибольшими президентскими амбициями, активно добиваясь выдвижения на выборах президента республики, однако баллотировался лишь как лидер ОСП на выборах 1969 года, не пройдя во второй тур (3,6 % голосов): в 1974, 1981 и 1988 Соцпартия выдвинула самого Миттерана, в 1995 году — Жоспена.
С 1977 по 1994 год являлся мэром Конфлан-Сент-Онорина.

### Министр и глава правительства Франции
В 1981—1983 годах — государственный министр, министр планирования, в 1983—1985 годах — министр сельского хозяйства. Подал в отставку в знак протеста против введения пропорционального представительства на парламентских выборах. Также считается, что он был возмущён тем, что премьер Лоран Фабиус присвоил его идею о модернизации Франции.
Был назначен премьером после победы социалистов на президентских выборах 1988 года; до этого кабинет возглавлял голлист Жак Ширак, проигравший на этих выборах Миттерану. Само назначение Миттераном своего недруга на пост главы правительства обычно объясняется прагматичным желанием президента получить голоса избирателей-центристов. Аналитики отмечали, что Миттеран не помогал своему премьер-министру во время его пребывания в должности. Кабинет Рокара 28 раз использовал пункт 3 статьи 49 Конституции, которая позволяет принять законопроект без обсуждения и голосования парламента для 13 законопроектов, установив тем самым рекорд по её применению. Также запомнился желанием уйти от публичности, резко сократив число контактов с прессой.
Правительство Рокара пришло к власти в период экономического роста, когда слабый доллар помог французской экспортной промышленности. Дополнительный доход бюджету обеспечила прогрессивная шкала налогообложения. Была введена выплата обязательных минимальных пособий (фр., RMI) для самых бедных, а также установлен единый социальный налог, из которого до сих пор финансируется французская система медицинского страхования. В 1991 году выступил инициатором выпуска первой «Белой книги о пенсиях», общей диагностики состояния финансов, которая подчёркивала необходимость изменения существующей пенсионной системы (фр.), однако последовательно выступал против увеличения возраста выхода на пенсию после 60 лет, что, по его словам, является «красной тряпкой», которая скрывает сложность реальной ситуации и является лишь бухгалтерской отсрочкой при сохранении реальной проблемы.
В сфере миграционной политики значимым стало растиражированное прессой заявление главы правительства, что Франция не может приспособиться ко всем страданиям мира и что она больше не может быть страной иммиграции, хотя впоследствии он и пытался дезавуировать столь жёсткую формулировку.
Премьерство Рокара ознаменовалось рядом активных политических шагов по европейской интеграции; на него пришёлся также крах социалистического лагеря в Европе. Были подписаны «Матиньонские соглашения» (1988), обеспечившие окончание конфликта в Новой Каледонии и предоставившие ей значительную автономию. Также пытался «обнулить» ситуацию с финансированием политических партий, выведя из потенциального удара социалистов, однако сделать этого не удалось вследствие общественного возмущения итогами расследования министра юстиции его же кабинета. На фоне обострения социально-экономических проблем и разногласий с президентом был вынужден уйти в отставку, сохранив при этом личную популярность среди избирателей.

### Завершение политической карьеры
В 1993—1994 годах занимал пост первого секретаря Социалистической партии Франции. Начал глубокую реформу её внутренних руководящих органов, заявив, что левые Франции нуждаются в «большом взрыве». В результате местным отделениям была предоставлена большая автономия в принятии решений. Однако после ряда электоральных неудач уступил лидерство в партии Анри Эммануэлли.
В 1995—1997 годах — сенатор от департамента Ивелин.
С 1999 по 2009 годы являлся членом Европарламента. Был председателем в комитетах: по сотрудничеству и развитию (1997—1999), занятости и социальным вопросам (1999—2002) и культуре (2002—2004). В начале 2005 года делегация наблюдателей за выборами из ЕС под его руководством отправилась в Палестинскую автономию, чтобы наблюдать там за президентскими выборами. Являлся решительным сторонником вступления Турции в Европейский союз.

## Общественно-политическая деятельность в 2000-е годы
За месяц до первого тура президентских выборов 2007 года он тщетно пытался убедить Сеголен Руаяль снять кандидатуру в свою пользу, полагая, что сможет избежать поражения левых в борьбе против Николя Саркози. Впоследствии выступил автором ее программного заявления, опубликованного под названием «Республика 2.0 — на пути к обществу открытых знаний».
После завершения 15-летней карьеры в Европарламенте президент Саркози в марте 2009 года назначил его послом по делам Арктики и Антарктики. В июле того же года по просьбе правительства Франции председательствовал на конференции экспертов по изменению климата. Вместе с Аленом Жюппе был сопредседателем комиссии по рассмотрению вопроса о реализации крупного национального займа, созданной решением президента в августе 2009 года. Вместе с Жаком Шираком выступал за глобальное ядерное разоружение, предлагал свернуть французские силы ядерного сдерживания.
Впоследствии неоднократно критиковал экономическую политику президента-социалиста Франсуа Олланда.
Являлся членом Международного консультативного совета Совета по международным отношениям (1999—2004) и директором аналитического центра Les Amis de l’Europe. Вместе с Домиником Стросс-Каном и Пьером Московичи выступил соучредителем ассоциации «Европейские левые». Возглавлял научно-консультативный совет Фонда Terra Nova с момента его создания в 2008 году. Был членом Комитета поддержки Ассоциации Primo Levi (поддержка жертв пыток и политического насилия) и членом Почетного комитета Ассоциации за право умереть с достоинством (ADMD).
В 2014 году участвовал в создании ассоциации MichelRocard.org, которая занялась сохранением его политического и интеллектуального наследия: сбор и оцифровку всех произведений политика.

## Семья
С 2002 года состоял в третьем браке. Имел четверых детей от первых двух браков.

## Здоровье и смерть
В июне 2007 года Рокар был госпитализирован в Калькуттский медицинский исследовательский институт в Калькутте, Индия, где врачи обнаружили у него тромб в головном мозге и прооперировали. Он был выписан из больницы 10 июля 2007 года.
30 марта 2012 года Рокар находился с визитом в Стокгольме, Швеция, для участия в заседании Арктического совета. Во время перерыва в полдень ему стало плохо, и он был доставлен в больницу Каролинского университета. Позже в тот же день врачи решили, что Рокар должен провести ночь в отделении интенсивной терапии больницы для наблюдения.
Умер 2 июля 2016 года в Париже в возрасте 85 лет.

## Награды
- Гранд-офицер ордена Почётного легиона
- Большой крест Национального ордена Заслуг
- Компаньон ордена Австралии
- Офицер Национального ордена Квебека